# Borgarfjarðarhreppur
Borgarfjarðarhreppur – dawna gmina we wschodniej Islandii, w regionie Austurland, obejmująca północny fragment Fiordów Wschodnich. Obszar gminy był górzysty ze szczytami dochodzącymi do 1150 m n.p.m.. Bardzo słabo zaludniony obszar - w 2015 zamieszkiwało ją 135 osób, w 2018 - 108 osób, a w momencie rozwiązania gminy w 2020 - 122 osoby. Główną osadą była Bakkagerði (76 osób), położona nad fjordem Borgarfjörður eystri.

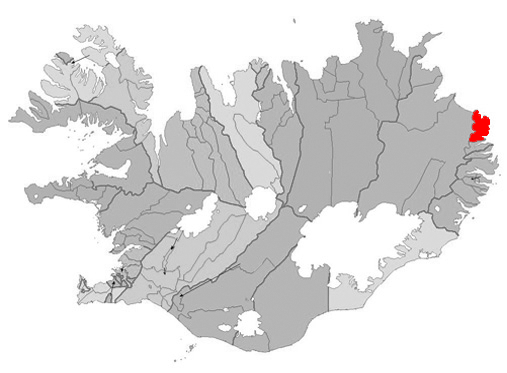
Położenie gminy Borgarfjarðarhreppur na mapie administracyjnej kraju

Do gminy Borgarfjarðarhreppur przyłączono w 1972 roku gminę Loðmundarfjarðarhreppur. W 2019 roku mieszkańcy gminy wyrazili zgodę na połączenie z gminami Djúpavogshreppur, Fljótsdalshérað i Seyðisfjarðarkaupstaður. W 2020 roku nowa gmina przyjęła nazwę Múlaþing.
Z drogą krajową nr 1 w okolicach Egilsstaðir łączyła ją droga nr 94. 